# 圣雅各伯堂 (慕尼黑)

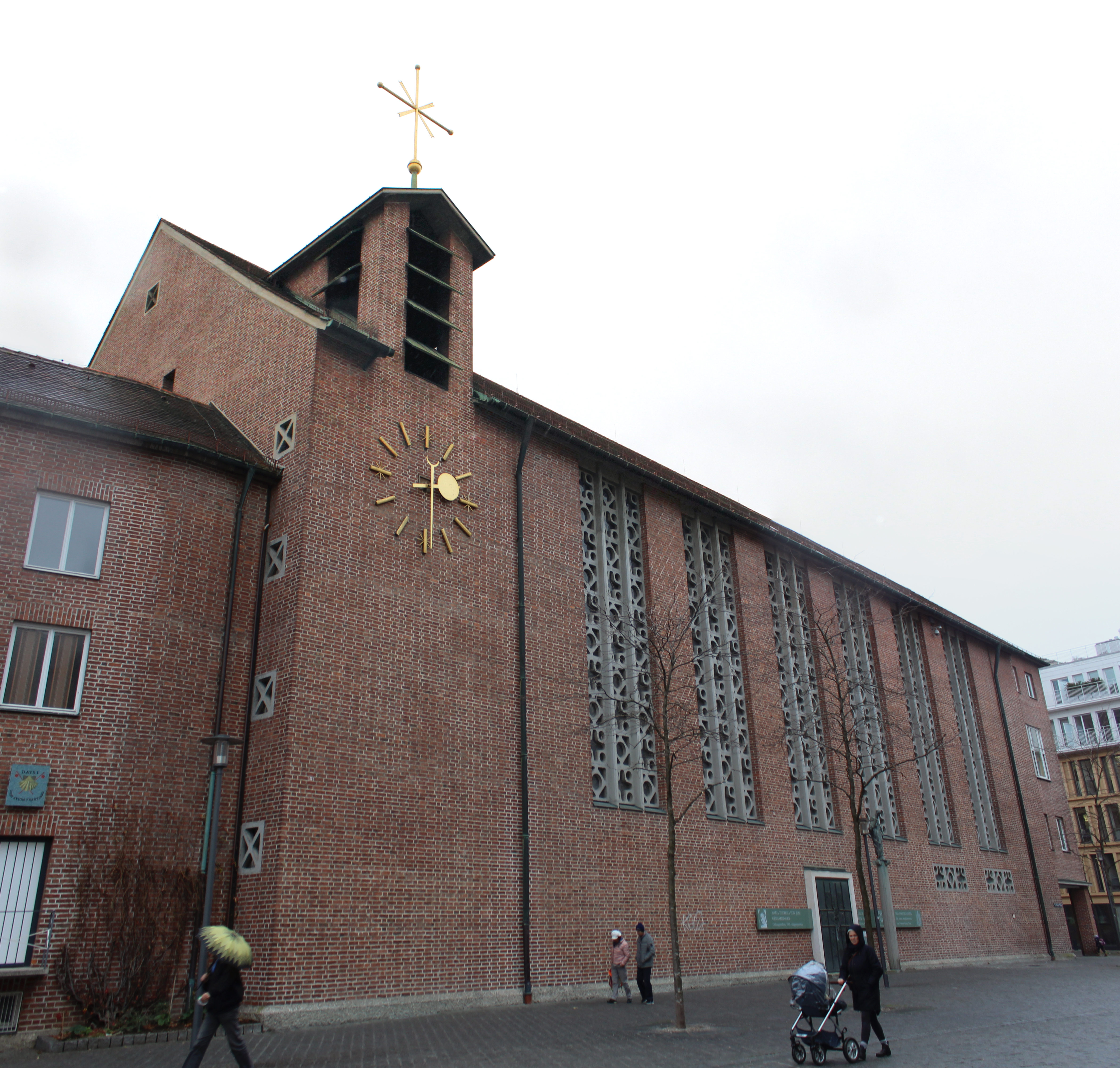
圣雅各堂

圣雅各堂（Sankt Jakob am Anger）是德国慕尼黑的一座教堂，是聖母学校修女会的修道院教堂。